# Bude (Mississippi)
Bude é uma cidade  localizada no estado americano de Mississippi, no Condado de Franklin.

## Demografia
Segundo o censo americano de 2000, a sua população era de 1037 habitantes. 
Em 2006, foi estimada uma população de 1011, um decréscimo de 26 (-2.5%).

## Geografia
De acordo com o United States Census Bureau tem uma área de 
3,7 km², dos quais 3,7 km² cobertos por terra e 0,0 km² cobertos por água. Bude localiza-se a aproximadamente 73 m acima do nível do mar.

## Localidades na vizinhança
O diagrama seguinte representa as localidades num raio de 36 km ao redor de Bude. 